# Clayton (Idaho)
Clayton es una ciudad ubicada en el condado de Custer en el estado estadounidense de Idaho. En el año 2010 tenía una población de 7 habitantes y una densidad poblacional de 0 personas por km².

## Geografía
Clayton se encuentra ubicado en las coordenadas 44°15′32″N 114°23′59″O / 44.25889, -114.39972. Según la Oficina del Censo, la localidad tiene un área total de 0 km² (0 mi²), de la cual 0 km² (0 mi²) es tierra y 0 km² (0 mi²) (0.0%) es agua.

## Demografía
En el 2000 la renta per cápita promedia del hogar era de $50,625, y el ingreso promedio para una familia era de $30,625. En 2000 los hombres tenían un ingreso per cápita de $21,875 contra $28,750 para las mujeres. El ingreso per cápita para la localidad era de $11,996. Alrededor del 15.8% de la población estaba bajo el umbral de pobreza nacional.